# Olga Pasitschnyk

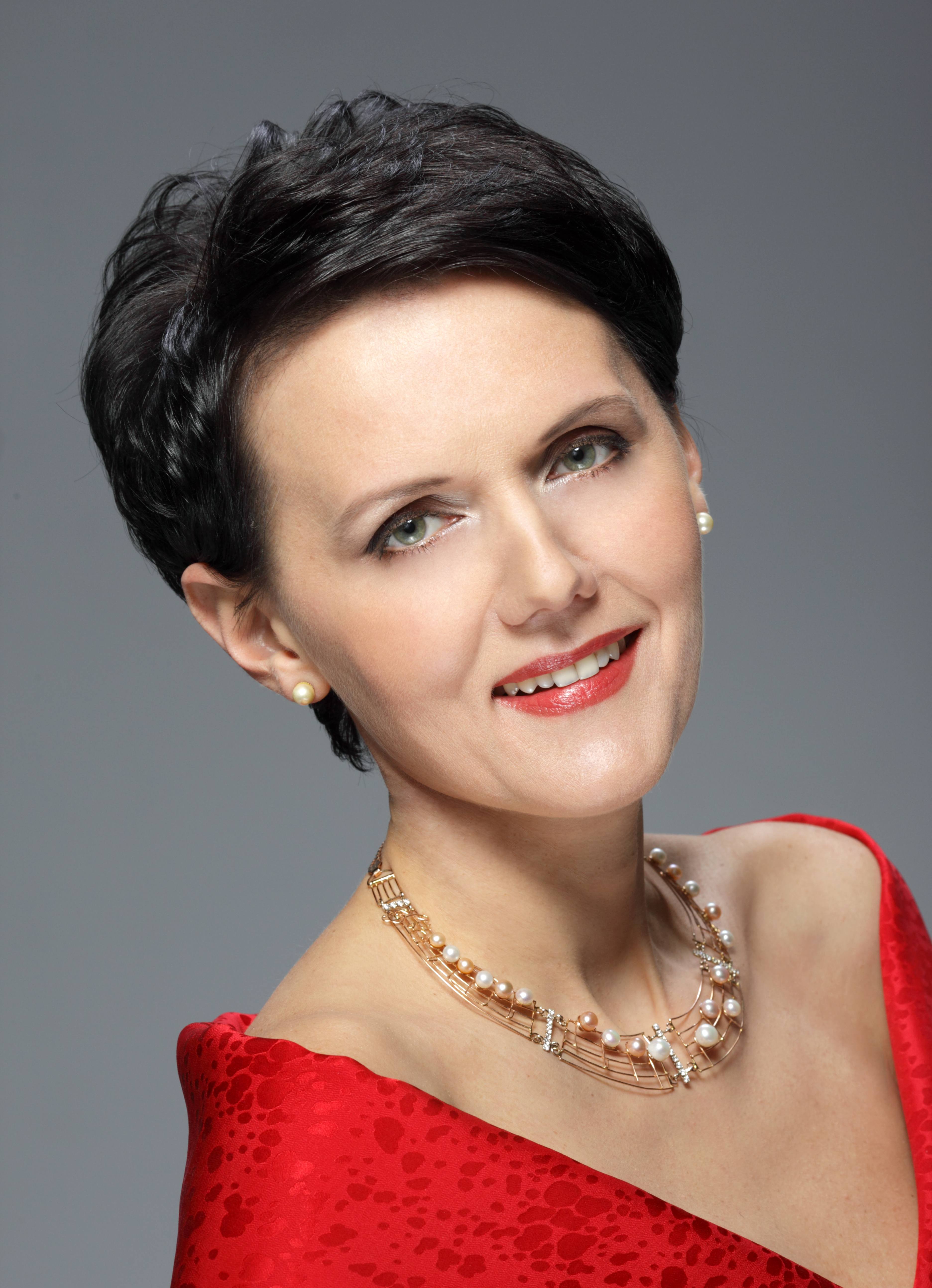
Olga Pasitschnyk

Olga Pasitschnyk (ukrainisch Ольга Ігорівна Плиска-Пасічник ‚Olha Ihoriwna Plyska-Passitschnyk‘, polnisch Olga Pasiecznik, englisch Olga Pasichnyk; * 3. März 1968 in Riwne) ist eine ukrainische klassische Sopranistin und in Polen ansässig.
Ihr Vater ist erster Rektor der neu gegründeten Nationalen Universität „Ostroger Akademie“ in Ostroh (Wolhynien).
Sie begann ihr Gesangsstudium an dem Pädagogischen Institut in Riwne, setzte es an der Fryderyk-Chopin-Universität für Musik in Warschau und an der Nationalen Musikakademie der Ukraine Peter Tschaikowski in Kiew bei Jewhenija Miroschnytschenko fort. Seit 1992 ist sie Solistin an der Warschauer Kammeroper. 1994 gewann sie den 2. Preis am Internationalen Gesangswettbewerb von ’s-Hertogenbosch, 1999 den 2. Preis an der Mirjam Helin International Singing Competition in Helsinki sowie 2000 den 3. Preis und den Spezialpreis für Oratoriummusik an dem Musikwettbewerb der Königin Elisabeth in Brüssel.
Sie wurde 2001 mit dem goldenen Verdienstkreuz der Republik Polen ausgezeichnet.
Von der Fachzeitschrift opernwelt wurde sie 2005 und 2010 mit dem Titel „Bester Sänger der Saison“ für ihre Rollen der Almirena (Rinaldo von Händel) und Roxana (Król Roger von Karol Szymanowski) ausgezeichnet. In der Warschauer Kammeroper singt sie meist Titelpartien in etwa vierzig Opern von Claudio Monteverdi, Christoph Willibald Gluck, Georg Friedrich Händel, Wolfgang Amadeus Mozart, Carl Maria von Weber, Georges Bizet, Gioacchino Rossini, Giacomo Puccini, Claude Debussy, Pjotr Iljitsch Tschaikowski, Karol Szymanowski sowie von zeitgenössischen Komponisten.
Am 20. April 2013 wurde im Großen Warschauer Operntheater die ihr gewidmete Oper Qudsja Zaher von Paweł Szymański uraufgeführt.
Sie nimmt auch teil an Kammerkonzerten und gibt Recitals mit ihrer Schwester Natalie am Klavier.
Sie ist in vielen Opernhäusern und Konzertsälen, wie Opéra Bastille, Théâtre des Champs-Élysées, Théâtre du Châtelet, Salle Pleyel in Paris, Concertgebouw (Amsterdam), Palais des Beaux-Arts de Bruxelles, Bayerische Staatsoper in München, Theater an der Wien, Grand Théâtre de Genève, Vlaamse Opera in Antwerpen aufgetreten.
Sie hat über 50 CDs und DVDs für die Firmen Dabringhaus und Grimm, Harmonia Mundi, Naxos und Opus 111 aufgenommen.
Ihr Ehemann Jurij Pliska unterrichtet an der Naturwissenschaftlichen Universität in Warschau.